# 王の女たち 〜もうひとつの項羽と劉邦〜
『王の女たち 〜もうひとつの項羽と劉邦〜』（おうのおんなたち もうひとつのこううとりゅうほう、原題：王的女人）は、2012年の中国のテレビドラマ。全32話。主演は陳喬恩（ジョー・チェン）、明道（ミン・ダオ）、羅晋（ルオ・ジン）、袁姍姍（ユエン・シャンシャン）、田亮（ティエン・リャン）、金莎（キム・シャー）、陳暁（チェン・シャオ）。
項羽と劉邦の物語をベースにしているが、あまりにも史実とかけ離れていることから検閲により修正命令が出され、全員が架空人物の架空の物語に修正されて放送された。
日本では2014年9月8日からDATVで放送された。

## 登場人物

### 主要人物
呂楽
演 - 陳喬恩（ジョー・チェン）

雲狂
演 - 明道（ミン・ダオ）

海天
演 - 羅晋（ルオ・ジン）

于妙戈
演 - 袁姍姍（ユエン・シャンシャン）

蕭輝
演 - 田亮（ティエン・リャン）

戚喜冰
演 - 金莎（キム・シャー）

羅豊
演 - 陳暁（チェン・シャオ）

### その他
花傾国
演 - 林園

子書
演 - 李智楠

龐万
演 - 謝苗

呂乗風
演 - 胡亜捷

沈雪如
演 - 白珊

子韌
演 - 樊少皇（ルイス・ファン）

雲斉
演 - 蔡尚甫

雲深
演 - 李耀敬

徳叔
演 - 羅廷

蘇哲
演 - 任学海

趙盛
演 - 劉鳳崗

張吉
演 - 銭小豪

柴頭
演 - 成毅

胡亥
演 - 于毅

銭忠
演 - 呉岱融

海天の父
演 - 沈保平

雲姜
演 - 袁菲

緑翹
演 - 劉佳媛

卓文
演 - 朱栄栄

宏良
演 - 陳鏡宇

小螞蚱
演 - 張逸傑

慧娘
演 - 李莎

馬充
演 - 樊営

中平
演 - 王小東

八両金
演 - 葉思淼

将也
演 - 赫子銘

申虎
演 - 聞洋

尤玉奴
演 - 李娜

霊犀
演 - 鄒娜

玉如意
演 - 楊蓉（ヤン・ロン）

青蓮
演 - 胡静

海天の母
演 - 劉芳

月牙児
演 - 蘇青

雲母
演 - 張娜

貝児
演 - 劉星鈴

劉盈
演 - 韓梓軒

呉美人
演 - 佟麗婭（トン・リーヤー）

林嬤嬤
演 - 孫暁菲

## 挿入曲
- 『泪風乾』、作詞：方文山、作曲：小光、演唱：明道